# 브레이브 언더 파이어
"브레이브 언더 파이어"(러시아어: Огонь)는 2020년 공개된 러시아의 소방 영화이다.

## 출연
- 콘스탄틴 하벤스키 - 안드레이 파블로비치 소콜로프 역
- 이반 얀콥스키 - 로만 일린 역
- 스타샤 밀로슬랍스카야 - 에카테리나 '카트야' 소콜로바 역
- 안톤 보그다노프 - 콘스탄틴 주라벨 역
- 빅토르 도브론라보프 - 표트르 벨리추크 역
- 로만 쿠르친 - 세르게이 조토프 역
- 티혼 지즈네프스키 - 막심 슈스토프 역
- 안드레이 스몰랴코프 - 블라디미르 그로모프 역
- 유리 쿠즈네초프 - 게오르기치 역
- 빅토르 수크호루코브 - 오코피치 역
- 알렉산드르 오블라소프 - 발레라 역
- 이리나 고르바초바 - 임산부 역
- 타티야나 베도바 - 게오르기치의 부인 역